# Therica Wilson-Read

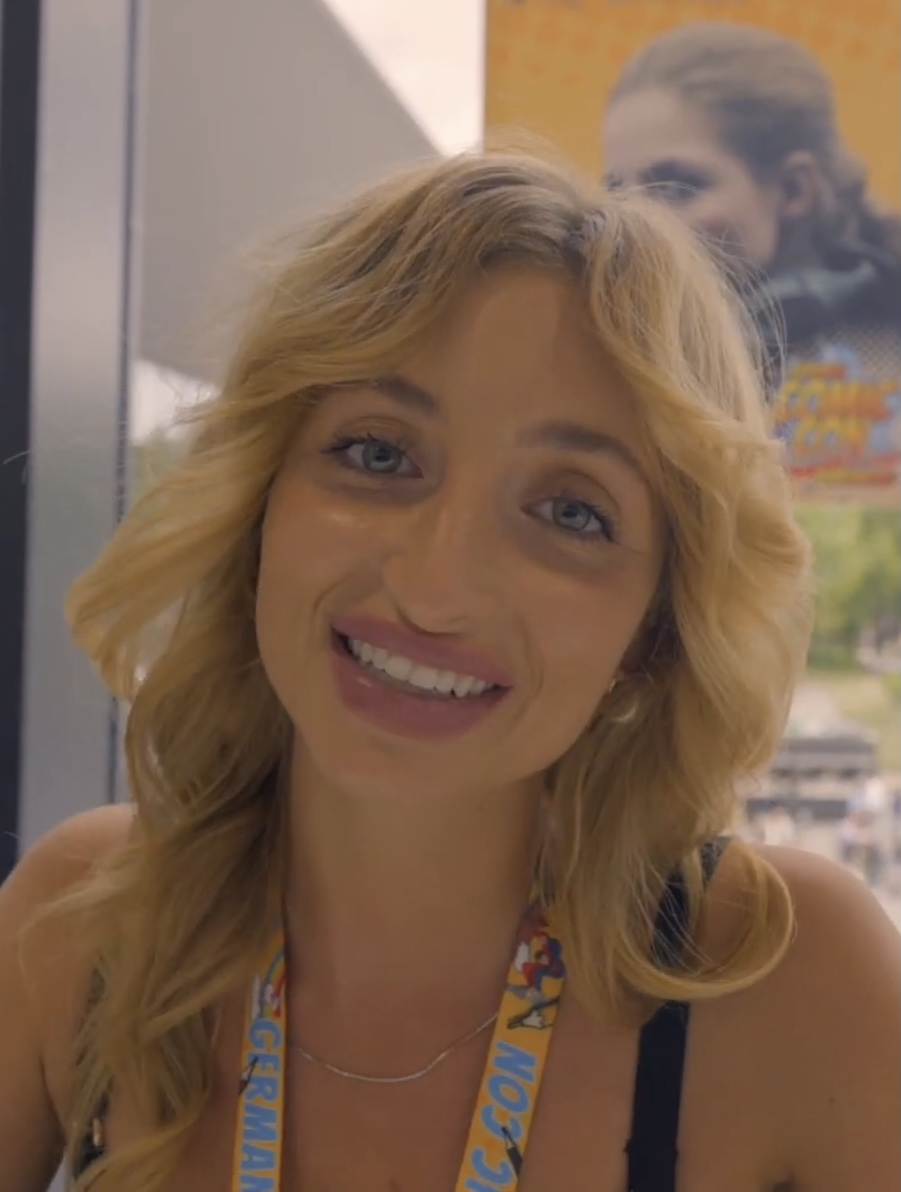
Therica Wilson-Read (2021)

Therica Wilson-Read (* 23. Juni 1993 in London, England) ist eine britische Schauspielerin.

## Leben
Wilson-Read wurde am 23. Juni 1993 in London geboren. Sie erhielt ihre Ausbildung zur Theaterautorin an der University of Exeter. Später besuchte sie Schauspielkurse an der Royal Academy of Dramatic Art. Sie gab 2014 im Spielfilm The Last Call ihr Filmschauspieldebüt. Es folgten 2016 Besetzungen in den Kurzfilmen Fred und Waiting Game sowie im Spielfilm Fox Trap. 2017 spielte sie im Kurzfilm Sinners sowie in der Spielfilmproduktion Tony und dem auf Netflix erschienen Horrorfilm Suicide Club mit. In letzterem Film war sie in der Hauptrolle der Kelly Resznick zu sehen. 2018 wirkte sie in der Filmproduktion Profile sowie im Kurzfilm Surfactant mit. Seit 2019 ist sie im Netflix Original The Witcher in der Rolle der Zauberin Sabrina Glevissig zu sehen. Im Rahmen dessen war sie im November 2022 als Gast auf der Comic Con Germany in Stuttgart. 2020 spielte sie in einer Episode der Fernsehserie Der junge Wallander mit. 2023 stellte sie mit der Rolle der Ekaterina eine der Hauptrollen im Horrorthriller Coyote dar, der unter anderen auf Prime Video erschien.

## Filmografie (Auswahl)
- 2014: The Last Call
- 2016: Fred (Kurzfilm)
- 2016: Waiting Game (Kurzfilm)
- 2016: Fox Trap
- 2017: Sinners (Kurzfilm)
- 2017: Tony
- 2017: Suicide Club
- 2018: Profile
- 2018: Surfactant (Kurzfilm)

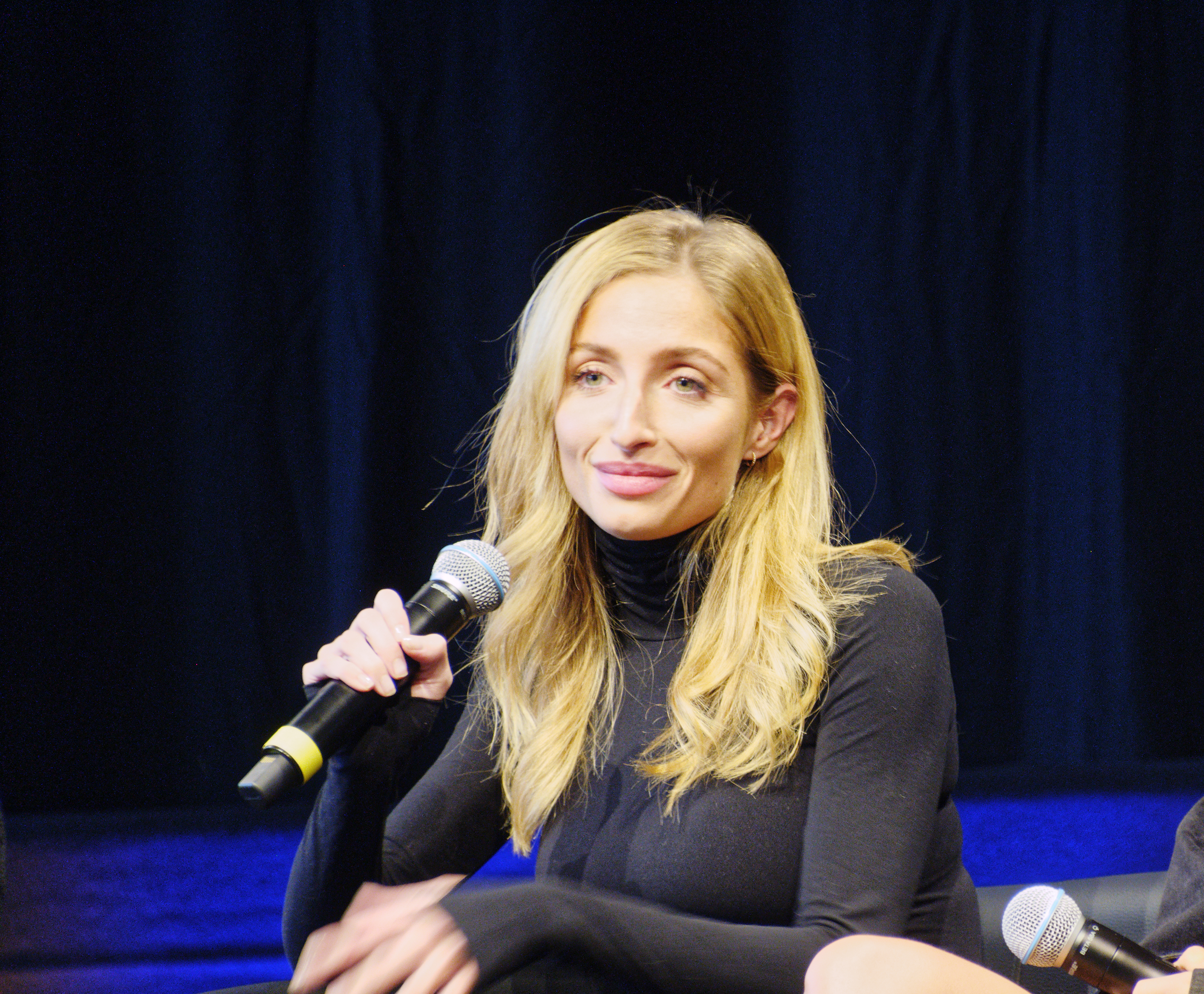
Therica Wilson-Read auf der Comic Con Germany 2022 in Stuttgart

- seit 2019: The Witcher (Fernsehserie)
- 2020: Der junge Wallander (Young Wallander, Fernsehserie, Episode 1x01)
- 2023: Coyote
- 2024: Back to Black